# Faith (더 큐어의 음반)
| 전문가 평가                   | 전문가 평가 |
| 평가 점수                     | 평가 점수   |
| 출처                          | 점수        |
| ----------------------------- | ----------- |
| AllMusic                      | [ 2 ]       |
| Blender                       | [ 3 ]       |
| Entertainment Weekly          | B+          |
| The Guardian                  | [ 5 ]       |
| Mojo                          | [ 6 ]       |
| Pitchfork                     | 8.8/10      |
| The Rolling Stone Album Guide | [ 8 ]       |
| Smash Hits                    | 7/10        |
| Sounds                        | [ 10 ]      |
| Uncut                         | [ 11 ]      |

《Faith》는 1981년 4월 17일 픽션 레코드가 발매한 영국의 록 밴드 더 큐어의 세 번째 스튜디오 음반이다. 이 음반은 이 밴드가 그들의 다음 음반 《Pornography》 (1982년)로 마무리될 이전 음반 《Seventeen Seconds》 (1980년)의 우울한 맥락을 이어가는 것을 보았다.
싱글 〈Primary〉에 앞서, 이 음반은 비평가들로부터 좋은 평가를 받았고 영국 음반 차트에서 14위를 정점으로 8주 동안 차트에 머물며 상업적인 성공을 거두었다.

## 배경
《Seventeen Seconds》 투어에 이어 더 큐어는 1980년 9월 27일 모건 스튜디오로 돌아와 밴드의 음악적 방향에 동의하지 않아 떠난 매튜 하틀리를 제외한 새 음반을 녹음했다. 이 세션 동안 〈All Cats Are Grey〉와 〈Primary〉의 녹음은 시도되었지만, 두 곡 모두 음반에 실리지 못했다. 로버트 스미스는 이 곡들이 "장례식"처럼 들리기를 바랐지만, 대신 "그것들은 그저 지루하게 들렸다"고 말했다. 레드 버스, 트라이던트, 라운드하우스, 애비 로드 등 여러 스튜디오가 시도되었다.
《Faith》의 많은 부분이 스튜디오에서 쓰여졌다. 이 음반에 수록된 적어도 두 곡인 〈All Cats Are Grey〉와 〈The Drowning Man〉은 머빈 피크의 고멘가스트 소설에서 영감을 받았다. 《Faith》는 6현 베이스 기타를 특징으로 하는 더 큐어의 첫 번째 음반이다. 〈All Cats Are Grey〉는 기타가 전혀 없고 키보드와 피아노에 스미스가 있다.
전 멤버이자 미래의 멤버인 폴 톰슨이 디자인한 이 음반의 커버는 안개 속에 있는 볼튼 수도원의 베일에 가려진 사진이다.

## 곡 목록
모든 곡들은 더 큐어에 의해 작사/작곡하였다.
| #  | 제목                  | 재생 시간 |
| -- | --------------------- | --------- |
| 1. | 〈The Holy Hour〉     | 4:25      |
| 2. | 〈Primary〉           | 3:35      |
| 3. | 〈Other Voices〉      | 4:28      |
| 4. | 〈All Cats Are Grey〉 | 5:28      |

| #  | 제목                  | 재생 시간 |
| -- | --------------------- | --------- |
| 1. | 〈The Funeral Party〉 | 4:14      |
| 2. | 〈Doubt〉             | 3:11      |
| 3. | 〈The Drowning Man〉  | 4:50      |
| 4. | 〈Faith〉             | 6:43      |

## 인증
| 국가                       | 인증 | 판매량/출하량 |
| -------------------------- | ---- | ------------- |
| 뉴질랜드 (RMNZ)            | 골드 | 7,500^        |
| 영국 (BPI)                 | 실버 | 60,000^       |
| ^출하량을 기반으로 한 인증 |      |               |